# 검은바람까마귀
검은바람까마귀(학명: Dicrurus macrocercus)는 바람까마귀과에 속하는 새로, 몸길이는 약 28cm이다.
인도 남서부부터 인도네시아까지 넓은 지역에 분포한다. 한국에서는 1988년 충남 안면도에서 처음 관찰되었고 1990년대 후반부터 관찰 기록이 증가하고 있다. 드물게 도서 지역을 통과하는 나그네새이다. 곤충의 먹이를 먹으며, 개방된 농경지와 가벼운 숲에 서식한다.
1. ↑  “검은바람까마귀”. 1979년 8월 10일. 2023년 7월 1일에 확인함.